# Aardwerk van Herxheim
Het aardwerk van Herxheim is een archeologische vindplaats in de gemeente Herxheim bei Landau in het zuidwesten van Duitsland. De site was een ritueel centrum en massagraf van de bandkeramische cultuur in het neolithische Europa. De site dateert van tussen 5.300 en 4.950 voor Christus en wordt vaak vergeleken met het massagraf van Talheim en het massagraf van Schletz, maar is heel anders van aard.

## Ontdekking
De locatie werd in 1996 ontdekt op de plaats van een bouwproject toen de lokale bevolking vondsten van botten meldde, waaronder menselijke schedels. De opgraving werd beschouwd als een reddingsopgraving, omdat delen van de site door de constructie werden vernietigd.

## Cultuur
De mensen bij Herxheim maakten deel uit van de bandkeramische cultuur. Verschillende stijlen van bandkeramisch aardewerk, soms van hoge kwaliteit, werden op de site ontdekt, zowel afkomstig van lokale populaties als van verafgelegen gemeenschappen in het noorden en oosten, zelfs tot op 500 kilometer afstand. Zowel lokale vuursteen als vuurstenen uit verre bronnen werden gevonden.

## Nederzetting
De vondsten in Herxheim suggereren dat het een groot dorp besloeg van wel 6 hectare, omgeven door een reeks ovale putten die gedurende meerdere eeuwen werden gegraven. Deze putten raakten uiteindelijk elkaar en vormden zo een driedubbele, halfronde greppel die in drie delen was opgesplitst. De manier waarop de putten gedurende zo'n lange tijd werden gegraven, en het gebruik ervan, suggereert een vooraf bepaald plan. De bouwwerken binnen de omheining zijn in de loop van de tijd geërodeerd, en het onderzoek leverde slechts een klein aantal nederzettingsputten en een paar graven op. Deze putten waren trapeziumvormig of driehoekig van aard.

## Massagraf
De greppels rond de nederzetting bestaan uit ten minste 80 ovale putten met de overblijfselen van mensen en dieren en materiële goederen zoals aardewerk (soms zeldzaam en van hoge kwaliteit), werktuigen van steen en bot, en zeldzame decoratieve artefacten. De overblijfselen van honden, vaak intact, werden ook geborgen.
De menselijke resten waren meestal verbrijzeld en verspreid in de putten, zelden intact of in anatomische positie. De onderzoekers concludeerden dat de site ten minste 500 individuele mensen bevatte, variërend van pasgeborenen tot ouderen. Echter, aangezien het uitgegraven gebied overeenkomt met amper de helft van de leefruimte, neemt men aan dat er in totaal meer dan 1000 individuen bij betrokken waren. De plaatsing van de menselijke resten vond pas plaats binnen de laatste 50 jaar van bewoning op de site.

## Inhumatiepraktijken
De mensen in Herxheim beoefenden waarschijnlijk een soort lijkbezorging die bekend staat als secundaire begrafenis, bestaande uit het verwijderen van het lijk of een gedeelte daarvan en daaropvolgende plaatsing elders. Dit blijkt uit het ontbreken van complete, gearticuleerde skeletten in de meeste graven. 
Een studie uit 2006 toonde het opzettelijk breken en snijden van verschillende menselijke delen, met name schedels. De botten werden omstreeks de tijd van de dood gebroken met stenen werktuigen, zoals blijkt uit de fragmentatiepatronen op de botten, die verschillen tussen verse en droge (oude) omstandigheden. De conclusie van deze studie was dat Herxheim een ritueel mortuarium was, een necropolis waar de overblijfselen van de doden niet alleen werden begraven, maar ook om onbekende redenen werden vernietigd.
Een onderzoek uit 2009 bevestigde veel bevindingen van het onderzoek uit 2006, maar voegde nieuwe informatie toe. In een enkele put vond deze studie 1906 botten en botfragmenten van ten minste 10 individuen, variërend van pasgeborenen tot volwassenen. Er werden minstens 359 individuele skeletelementen geïdentificeerd. De studie bracht een groot aantal snij-, impact- en bijtsporen op de schedels en postcraniale skeletelementen aan het licht. Het was duidelijk dat delen van het menselijk lichaam werden uitgekozen vanwege hun beenmerg, wat duidt op kannibalisme.
Weliswaar konden de botbreuken onmiddellijk voor of kort na de dood zijn ontstaan, maar vanwege hun nauwkeurige plaatsing is echter niet waarschijnlijk dat ze vlak vóór de dood, d.w.z. als doodsoorzaak ontstaan zijn. Waarschijnlijker is dat de breuken ontstonden nadat het bot van vlees was ontdaan.

## Schedelcultus
Van bijzonder belang uit beide onderzoeken was de opvallende behandeling van de menselijke schedels. Veel schedels werden op een vergelijkbare manier behandeld: schedels werden op de pijlnaad geslagen, waarbij gezichten, onderkaken en schedelkappen in symmetrische helften werden gespleten. 
Een paar schedels waren duidelijk gevild voordat ze werden geraakt, opnieuw allemaal op dezelfde manier: horizontale sneden boven de oogkassen, verticale sneden langs de pijlnaad en schuine sneden in de wandbeenderen. Het schedeldak werd bewaard en gevormd tot wat een calotte wordt genoemd. Tijdens dit proces konden de hersenen, die een bron van voedingsvet zijn, zijn geëxtraheerd. Bovendien onthulde een latere studie dat de tongen van mensen waren verwijderd.

## Hypotheses

### Necropolis
Vanwege de aanwezigheid van aardewerk en vuursteen uit verafgelegen gebieden was de conclusie van de studie uit 2006 dat Herxheim diende als een necropolis voor de bandkeramische bevolking in de regio. Een berekening van het aantal aanwezige personen op een waarschijnlijk totaal van 1.300 tot 1.500 sluit volgens de studie de mogelijkheid van een lokaal kerkhof uit. Het wijst eerder op een regionaal centrum waarnaar menselijke resten werden vervoerd met het oog op herbegraving. Het transport van niet alleen de stenen werktuigen en het aardewerk, maar ook van menselijke botten en gedeeltelijke of misschien zelfs complete lijken, impliceert een efficiënt organisatie- en communicatiesysteem. 

### Ritueel kannibalisme
Of het nu voor religieuze doeleinden of oorlogvoering was, uit de studie uit 2009 blijkt dat de mensen op de site van Herxheim werden geslacht en gegeten. Er werden niet alleen snijsporen gevonden op locaties van het skelet die wijzen op ontleden en fileren, er werden ook botten gespleten om het merg te extraheren en erop gekauwd. Naast de vele verse botbreuken  wordt het verwijderen van merg ook gedocumenteerd door de aanwezigheid van schraapsporen in de mergholte van twee fragmenten.
Veel spongieuze botten, zoals de wervelkolom, knieschijf, darmbeen en borstbeen, waren ondervertegenwoordigd in vergelijking met wat zou worden verwacht in een massagraf. Dit is vergelijkbaar met wat men zou verwachten bij de slachting van dieren. Ook het kauwen op met name de metapodialen en vingerkootjes suggereert een menselijke keuze in plaats van min of meer willekeurige vraat door carnivoren.
Het grote aantal menselijke resten maakt kannibalisme uit noodzaak tot overleven onwaarschijnlijk, temeer daar de vondsten een vaststaande, repetitieve en sterk geritualiseerde praktijk vertonen.